# Campeonato Europeu de Patinação Artística no Gelo de 1933
O Campeonato Europeu de Patinação Artística no Gelo de 1933 foi a trigésima segunda edição do Campeonato Europeu de Patinação Artística no Gelo, um evento anual de patinação artística no gelo organizado pela União Internacional de Patinação (em inglês:  International Skating Union) onde os patinadores artísticos competem pelo título de campeão europeu. A competição foi disputada na cidade de Londres, Inglaterra, Reino Unido.

## Eventos
- Individual masculino
- Individual feminino
- Duplas

## Medalhistas
| Evento                        | Ouro                             | Prata                                   | Bronze                                         |
| Individual masculino detalhes | Karl Schäfer · Áustria           | Ernst Baier · Alemanha                  | Erich Erdös · Áustria                          |
| Individual feminino detalhes  | Sonja Henie · Noruega            | Cecilia Colledge · Reino Unido          | Fritzi Burger · Áustria                        |
| Duplas detalhes               | Idi Papez · Karl Zwack · Áustria | Lilly Gaillard · Willy Petter · Áustria | Mollie Phillips · Rodney Murdoch · Reino Unido |

## Resultados

### Individual masculino
| Pos.              | Nome           | Nacionalidade |
| ----------------- | -------------- | ------------- |
| Medalha de ouro   | Karl Schäfer   | Áustria       |
| Medalha de prata  | Ernst Baier    | Alemanha      |
| Medalha de bronze | Erich Erdös    | Áustria       |
| 4                 | Jean Henrion   | França        |
| 5                 | William Clunie | Reino Unido   |

### Individual feminino
| Pos.              | Nome                   | Nacionalidade |
| ----------------- | ---------------------- | ------------- |
| Medalha de ouro   | Sonja Henie            | Noruega       |
| Medalha de prata  | Cecilia Colledge       | Reino Unido   |
| Medalha de bronze | Fritzi Burger          | Áustria       |
| 4                 | Hilde Holovsky         | Áustria       |
| 5                 | Yvonne de Ligne-Geurts | Bélgica       |
| 6                 | Liselotte Landbeck     | Áustria       |
| 7                 | Mollie Phillips        | Reino Unido   |
| 8                 | Grete Lainer           | Áustria       |
| 9                 | Gweneth Butler         | Reino Unido   |
| 10                | Esther Bornstein       | Dinamarca     |
| 11                | Margeret Thorpe        | França        |

### Duplas
| Pos.              | Nome                             | Nacionalidade |
| ----------------- | -------------------------------- | ------------- |
| Medalha de ouro   | Idi Papez / Karl Zwack           | Áustria       |
| Medalha de prata  | Lilly Gaillard / Willy Petter    | Áustria       |
| Medalha de bronze | Mollie Phillips / Rodney Murdoch | Reino Unido   |
| 4                 | Violet Supple / Leslie Cliff     | Reino Unido   |
| 5                 | Mrs. Burman / A.P. Burman        | Reino Unido   |

## Quadro de medalhas
| Ordem | País        | Medalha de ouro | Medalha de prata | Medalha de bronze |   | Ordem por total |
| ----- | ----------- | --------------- | ---------------- | ----------------- | - | --------------- |
| 1     | Áustria     | 2               | 1                | 2                 | 5 | 1               |
| 2     | Noruega     | 1               |                  |                   | 1 | 3               |
| 3     | Reino Unido |                 | 1                | 1                 | 2 | 2               |
| 4     | Alemanha    |                 | 1                |                   | 1 | 3               |
| TOTAL | TOTAL       | 3               | 3                | 3                 | 9 | —               |